# Пахотное
Пахотное (каз. Пахотное) — село в Абайском районе Карагандинской области Казахстана. Входит в состав Есенгельдинского сельского округа. Код КАТО — 353241200.

## Население
В 1999 году население села составляло 165 человек (76 мужчин и 89 женщин). По данным переписи 2009 года, в селе проживал 61 человек (33 мужчины и 28 женщин).